# Tupolev Tu-2
Il Tupolev Tu-2 (in cirillico Туполев Ту-2, nome in codice NATO Bat (pipistrello)) era un bombardiere medio bimotore ad ala alta sviluppato dall'OKB 156 diretto da Andrej Nikolaevič Tupolev e prodotto in Unione Sovietica, impiegato dalla Sovetskie Voenno-vozdušnye sily (VVS), l'aeronautica militare dell'Unione Sovietica. Oltre al classico ruolo di bombardiere, prestò servizio anche come bombardiere in picchiata, velivolo da supporto e caccia pesante.
Dopo la seconda guerra mondiale, l'aereo fu impiegato in Unione Sovietica fino agli anni cinquanta e in quelle di numerosi Paesi del Patto di Varsavia e filosovietiche, restando in servizio, nelle sue varie versioni, fino ai primi anni sessanta

## Storia del progetto
Il progetto del velivolo che sarebbe diventato famoso come Tu-2 (in base alla designazione assegnata solo nel 1943) ebbe inizio nel corso del 1937 mentre Andrej Nikolaevič Tupolev era detenuto nel carcere di Butjrka, presso il quale era stato trasferito dopo un primo periodo di detenzione trascorso nelle celle della Lubjanka (all'epoca quartier generale del NKVD).
In sostanza Tupolev ricevette l'ordine di realizzare un velivolo che avrebbe dovuto avere come punto di riferimento il tedesco Junkers Ju 88 ed esserne superiore in quanto a prestazioni; le disposizioni prevedevano un velivolo dall'apertura alare di circa 19 m, peso di 11 000 kg e motori da 1 400 CV.
Al progetto venne assegnata la sigla ANT-58 (ritenuta di buon auspicio, in quanto il numero coincideva con quello della cella di Tupolev). Il gruppo di progettisti carcerati posti sotto la guida di Tupolev venne identificato come KB-103 (ufficio di progettazione 103), così il velivolo risulta designato anche come Самолёт 103 (Velivolo 103).

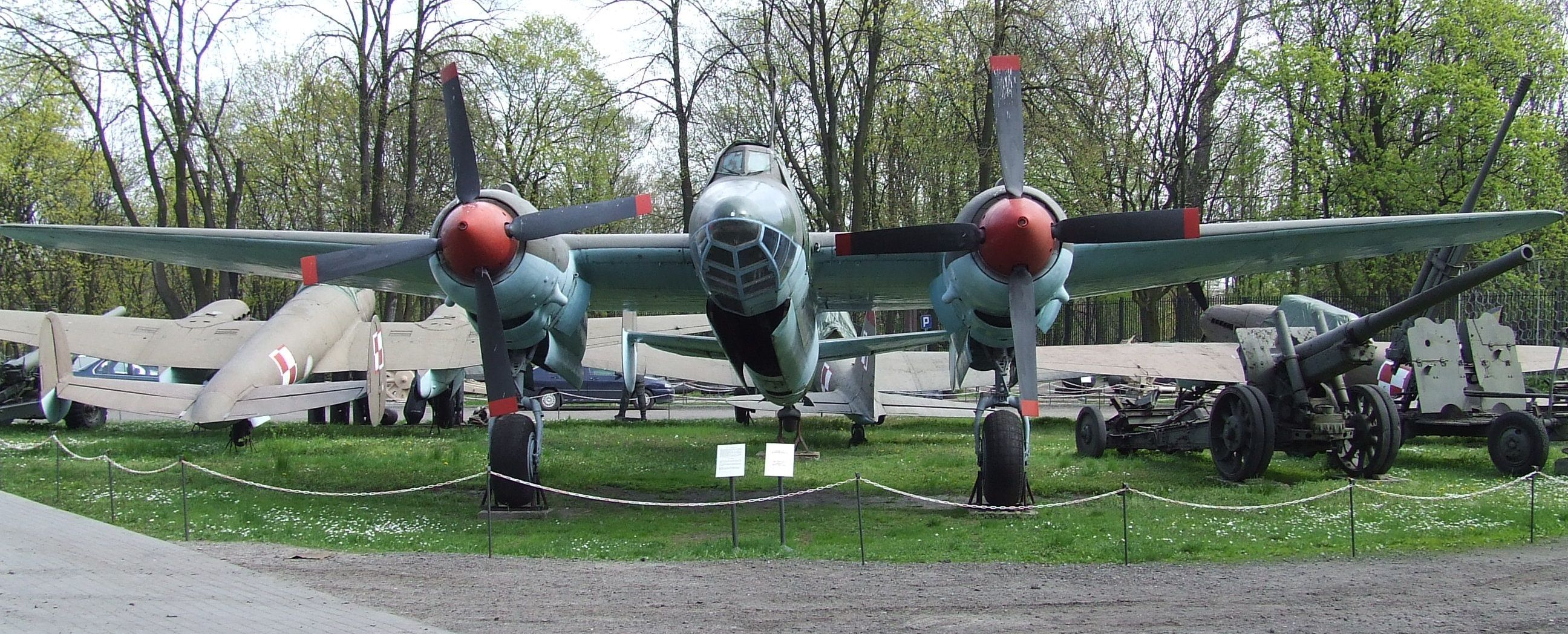
Vista frontale del Tu-2 esposto al Museo dell'esercito polacco a Varsavia.

La condizione di detenzione non permetteva di svolgere il lavoro in modo spedito ma, con l'aggiungersi di personale tecnico progressivamente imprigionato dal regime staliniano, alla metà del 1938 il progetto cominciò a prendere le sue forme definitive. La maggiore difficoltà era rappresentata dalla progettazione dell'ala, che fino ad allora (nell'OKB-156) era la specialità di Vladimir Petliakov. Petliakov, a sua volta incarcerato, era infatti stato messo a capo di un altro ufficio di progettazione (il KB-100): ne nacque così il Petlyakov Pe-2, inizialmente identificato come Velivolo 100. I due velivoli nascevano sulla base di richieste simili che differivano, prevalentemente, nelle dimensioni e nel peso complessivo (il Pe-2 avrebbe dovuto essere leggermente più piccolo del Tu-2).
Il progetto presentato da Tupolev venne approvato nel marzo del 1940 ed il primo prototipo dell'ANT-58 (privo di motori) venne completato nell'ottobre del medesimo anno; alla sua realizzazione presero parte anche Sergej Pavlovič Korolëv (successivamente divenuto famoso per la progettazione dei primi razzi nell'ambito del programma spaziale sovietico) e Robert Lûdvigovič Bartini (ingegnere italiano, espatriato nel 1923).
L'attesa per l'installazione dei propulsori (due 12 cilindri a V Mikulin AM-37) si protrasse fino al nuovo anno. Finalmente, il 29 gennaio 1941 il prototipo (ANT-58) si levò in volo dimostrandosi capace di eccellenti prestazioni.
Il successivo 18 maggio venne portato in volo un secondo esemplare definito 103 U (identificato anche come progetto ANT-59), rivisto nel tronco posteriore della fusoliera (allungata per alloggiare un mitragliere in postazione ventrale) e nelle eliche (dalle dimensioni più generose).

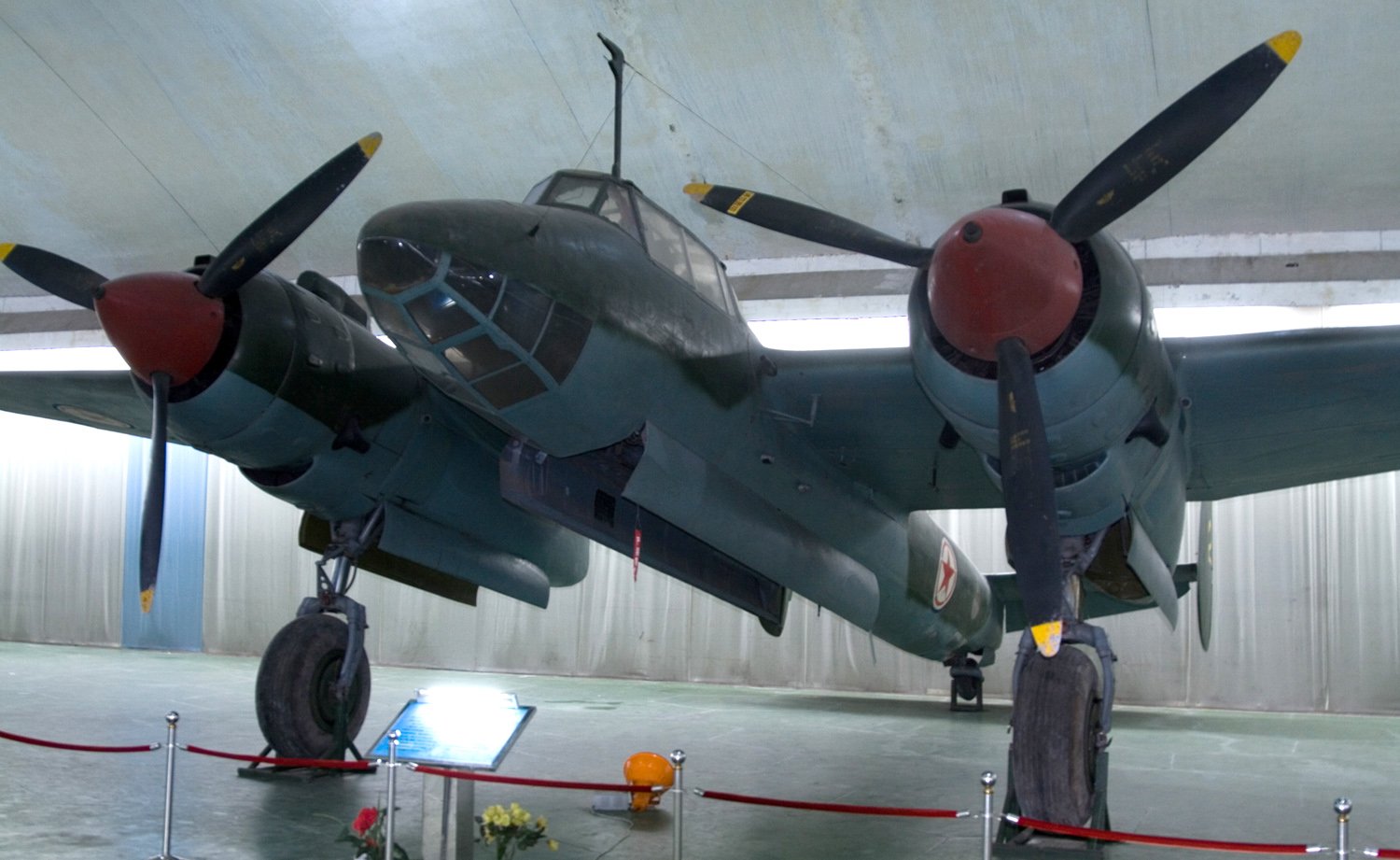
Il Tu-2 esposto al Museo dell'aviazione cinese a Datangshan, nelle vicinanze di Pechino.

La costruzione del velivolo subì tuttavia nuovi ritardi: a causa dell'invasione tedesca dell'Unione Sovietica si decise di evacuare e trasferire il carcere di Omsk, presso il quale aveva sede l'ufficio tecnico di Tupolev e, contemporaneamente, si optò per l'adozione dei motori radiali Shvetsov M-82 da 1 400 cv (che solo in un secondo tempo avrebbe acquisito la designazione definitiva di Shvetsov ASh-82) a causa dell'inaffidabilità del Mikulin AM-37.
Ancora nel 1941, questa volta il 15 dicembre, fu la volta del terzo prototipo (ANT-60) definito 103 V: si trattava di un velivolo la cui struttura fu il più possibile semplificata per agevolare la prevista produzione in serie che, tuttavia, fu preceduta da un ulteriore prototipo (ANT-61) definito 103 S, equipaggiato con motori ASh-82FNV (da 1 700 CV), mitragliatrici Beresin UBT da 12,7 mm e piani verticali modificati.
La lunga gestazione del Tu-2 sembrava non avere mai fine e solo nel novembre del 1942 tre velivoli furono consegnati ai reparti che operavano al fronte, nei pressi di Kalinin, dove suscitarono immediatamente reazioni entusiastiche.

## Tecnica

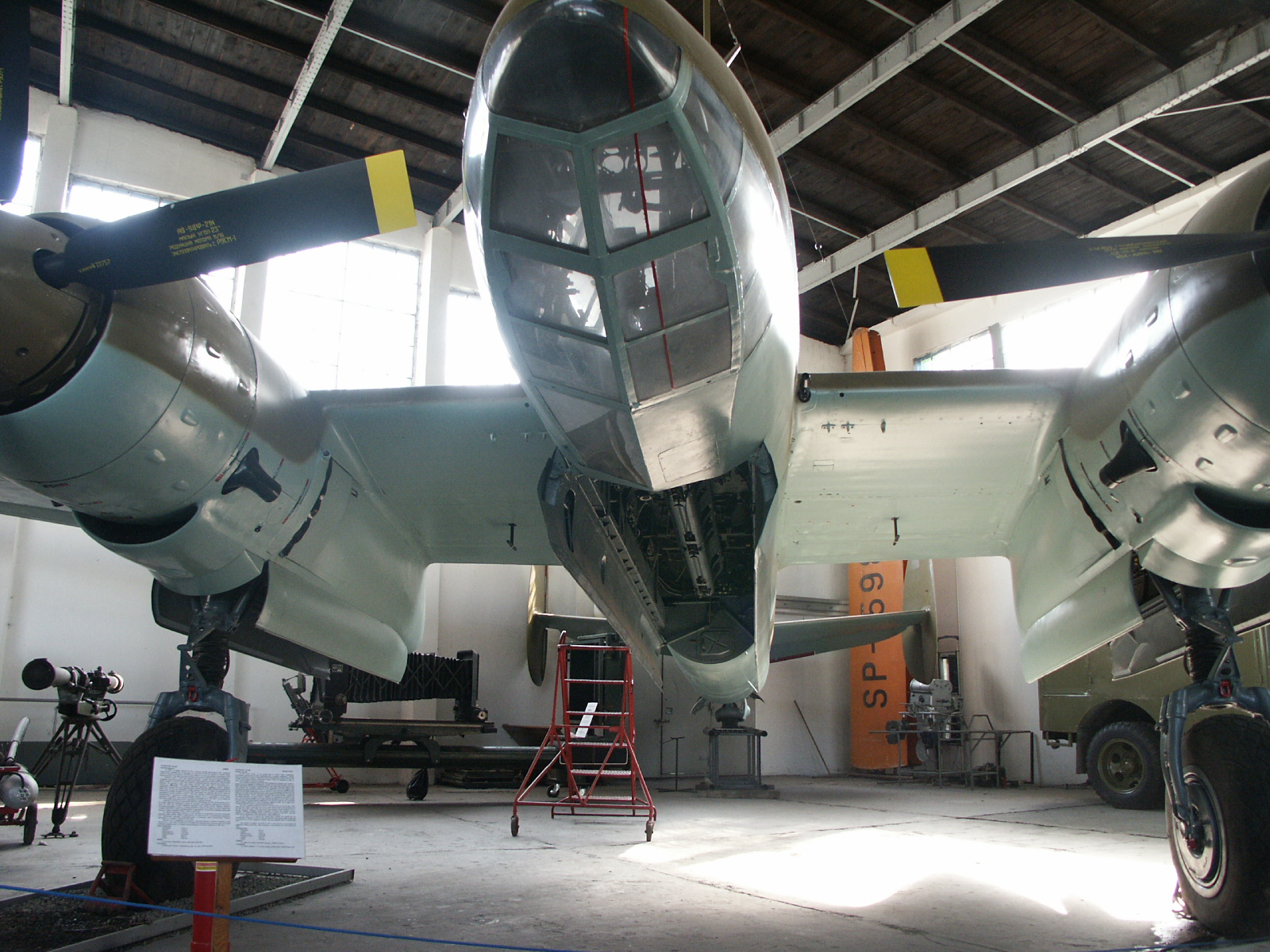
Vista ventrale del Tu-2: si notino la vetratura della prua ed il vano bombe posto tra le ali.

Il Tu-2 era un monoplano bimotore ad ala media, con struttura interamente metallica; dotato di vano bombe posizionato centralmente, al di sotto dell'ala, poteva trasportare fino a 3 000 kg di bombe ed aveva una dotazione complessiva di 3 mitragliatrici da 12,7 mm per la difesa, posizionate nel dorso (2) e nel ventre (1) della fusoliera. L'armamento era completato da una coppia di cannoni ShVAK da 20 mm, posizionati alla radice delle semiali.
I motori della versione di serie, come detto, erano una coppia di Shvetsov ASh-82: si trattava di un nuovo e potente propulsore radiale a 14 cilindri (a doppia stella) raffreddato ad aria, che equipaggiava i più recenti aerei sovietici; i serbatoi di carburante avevano una capacità di circa 3 000 l.
L'abitacolo era disposto in posizione rialzata, con il supporto dell'antenna radio di struttura massiccia che si ergeva davanti al parabrezza. L'equipaggio era composto da 4 persone: il pilota ed il marconista-mitragliere erano disposti in tandem nell'abitacolo, il navigatore era disposto all'estrema prua (vetrata nella parte inferiore) ed un secondo mitragliere trovava posto (disposto in posizione prona) nella postazione ventrale ricavata in fusoliera, anteriormente ai piani di coda.
Nella prima (e più importante) versione di serie (Tu-2S) non vennero installati gli aerofreni previsti nel prototipo; verranno riproposti in un secondo momento nelle versioni da attacco in picchiata.

## Impiego operativo

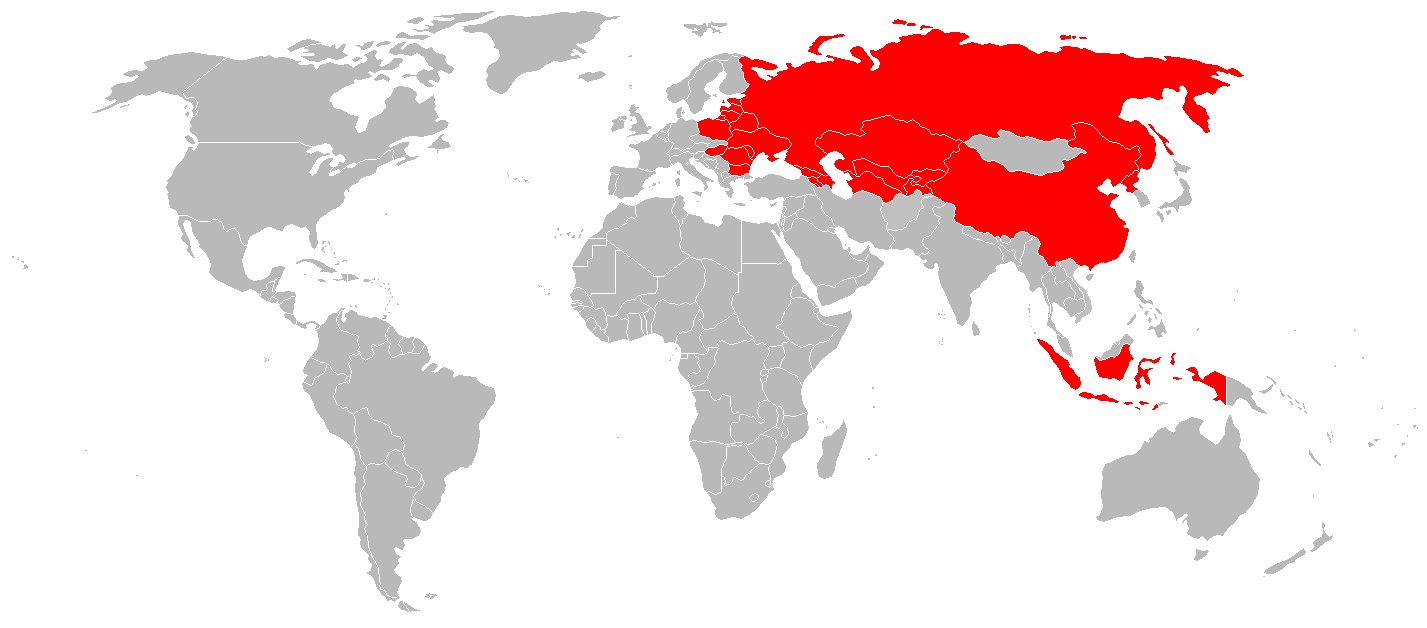
Visualizzazione grafica dei paesi utilizzatori del Tu-2.

Come lasciato immaginare dai primi esemplari consegnati, il Velivolo 103 dimostrò ampiamente le proprie capacità tanto che nel gennaio del 1943 venne concesso l'utilizzo della sigla Tu-2 (che identificava il progettista) e, nel medesimo anno Tupolev ricevette per la prima volta il Premio Stalin e lui ed il suo staff vennero rimessi in libertà.
La prima unità sovietica ad essere equipaggiata con il Tu-2 fu il 132 BAP della 3 VA (Vozdušnaja Armija, Armata Aerea). Il velivolo ebbe il suo battesimo del fuoco nel cielo di Velikie Luki. Qui, tra il novembre ed il dicembre 1942, il Tu-2 svolse 46 sortite. Poi, l'11 febbraio 1943, il 132 BAP fu trasferito alla 17 VA per supportare l'avanzata verso il fiume Dnepr e svolse altre 47 sortire - attaccando aeroporti e snodi ferroviari - fino al 13 aprile, quando l'unità venne ritirata dal fronte. In questo periodo andarono persi soltanto tre Tupolev, mentre altri sette furono danneggiati.
A seguito di nuovi ritardi sulle linee di produzione, tra cui un nuovo spostamento degli stabilimenti, il velivolo fu in grado di dare il proprio significativo apporto agli eventi bellici solamente nella primavera del 1944 ed il numero di esemplari consegnati prima della fine della guerra superò di poco le 1 100 unità.
Prodotto in Unione Sovietica fino al 1948, il Tu-2 rimase in servizio con la V-VS anche nell'immediato dopoguerra. L'aereo venne contemporaneamente trasferito a molti dei paesi aderenti al Patto di Varsavia e l'Aviazione cinese ne impiegò alcuni esemplari nel corso della guerra di Corea.
Furono eseguiti diversi sviluppi: questi comprendevano un modello d'attacco al suolo con un cannone NS-37 nel muso solido (mai entrato in servizio), un modello da caccia notturna dotato di radar e un modello d'alta quota con ali ad apertura incrementata, il Tu-6.
I Tu-2 della V-VS vennero ritirati dal servizio operativo nei primi anni cinquanta mentre gli esemplari cinesi prestarono servizio fino al termine degli anni settanta.

## Versioni
- ANT-58: primo prototipo del futuro Tu-2; dotato di motori 12 cilindri a V Mikulin AM-37 (da 1 400 cv). Identificato anche con le sigle Samolёt 103 (Aeromobile 103) e FB (da Frontovoj Bombardirovšik, Bombardiere di prima linea).
- ANT-59: secondo prototipo, identificato anche come Samolёt 103U (Ulučšennyj, cioè migliorato). Inizialmente manteneva i motori Mikulin AM-37, ma in un secondo tempo fu equipaggiato con motori Shvetsov M-82 (che in tempi successivi avrebbe ricevuto la designazione di ASh-82).
- ANT-60: prototipo la cui struttura era stata resa il più possibile semplice, al fine di renderne agevole la produzione in serie (identificato anche come Samolёt 103V (cioè, semplificato).
- ANT-61: prima versione di produzione. Designata Samolёt 103S (Seriinyi, di serie). Era priva di aerofreni e dotata di mitragliatrici Beresin UBT calibro 12,7 mm.
  - Tu-2S: serie principale, venne realizzata in oltre 2 500 esemplari.
  - Tu-2M: variante equipaggiata con motori ASh-83 da 1 900 cv ed eliche quadripala.
  - Tu-2T: versione siluranti. Questi aerei erano armati con una coppia di siluri 45-36-AN (siluri da 45 mm, destinati al lancio da bassa quota) alloggiati in prossimità delle radici alari.
- ANT-62: aveva una maggiore apertura alare, grazie all'estensione dei tronchi esterni, la parte anteriore della fusoliera completamente rivista e piani di coda di maggiore apertura.
  - ANT-62T: prototipo per un'altra versione destinata all'impiego come silurante.
  - Tu-2D: da Dalnyi (a lungo raggio); versione da bombardamento strategico, era predisposta per alloggiare il navigatore/bombardiere in una postazione all'estrema prua (davanti ai due piloti, disposti in posizione affiancata).
  - Tu-2/104: prototipo; primo velivolo sovietico destinato al ruolo di caccia ognitempo, dotato di radar. La parte anteriore della fusoliera ospitava solamente il pilota e l'operatore radar. L'armamento era costituito da due cannoni Volkov-Yartsev VYa-23 da 23 mm.
- ANT-63: con questa designazione furono realizzati due prototipi (molto diversi fra loro) per una versione da bombardamento diurno (nota anche come Tu-2SDB); in un caso il velivolo era biposto ed equipaggiato con motori V-12 Mikulin AM-39, nel secondo l'equipaggio saliva a tre membri, i motori erano della variante AM-39F ed il carrello (pur rimanendo triciclo posteriore) prevedeva una diversa conformazione delle gambe anteriori.
  - Tu-2 Paravan: furono realizzati due velivoli, portati con successo in volo operativo nel 1944. I due aerei avevano una sonda (della lunghezza di 6 m) disposta all'estrema prua, collegata con un cavo per lato alle estremità alari sulle quali erano disposte delle lame studiate appositamente per tagliare i cavi degli sbarramenti antiaerei sorretti da palloni aerostatici.
  - Tu-2Sh: (Shturmovik) versione da attacco al suolo, dotata di blindatura irrobustita; era equipaggiata con lanciagranate PPsh-300 dotato di 300 granate antiuomo. A partire dal 1946 per l'impiego anticarro i velivoli montavano anteriormente due cannoni ShVAK da 20 mm, due Nudelman-Suranov NS-23 calibro 23 mm e due NS-45 da 45 mm.
  - Tu-2K: (Katapult) due prototipi realizzati nel corso del 1944 ed utilizzati per collaudare sedili eiettabili.
  - Tu-2G: (Gruzovoi, carico) designazione assegnata ad alcuni esemplari modificati per il trasporto di carichi ingombranti.
  - Tu-2N: sigla assegnata ad un esemplare utilizzato per prove in volo svolte con un turbogetto Rolls-Royce Nene (importato dal Regno Unito). Il singolo motore era alloggiato in una gondola sotto la fusoliera ed il vano bombe era stato trasformato in serbatoio.
- ANT-63P: prototipo cui venne anche assegnata la designazione di servizio Tu-1. Si trattava di un velivolo destinato ad operare come caccia (come indicato dal numero dispari della sigla) per la scorta a lungo raggio. La cellula era analoga a quella della versione ANT-68 ed era equipaggiato con motori Mikulin AM-43. Armato con due cannoni NS-45 nel muso, due NS-23 nelle radici alari e due mitragliatrici Beresin UBT da 12,7 mm in coda. Non ebbe seguito produttivo.
- ANT-64: versione da ricognizione. Si trattava di una serie modificata nella cellula e dotata di apertura alare maggiorata (analoga a quella dell'ANT-62). Aveva il posto per il navigatore a prua. Almeno un esemplare venne dotato di un vistoso radar cartografico. I primi velivoli di questo tipo vennero realizzati mediante la conversione di macchine di serie. Gli esemplari appartenenti a questa serie vennero identificati anche con le sigle Tu-2R, Tu-2F e Tu-6.
  - Tu-2RShR: si trattò di un singolo velivolo equipaggiato con un cannone Rashkov-Shentsov-Rozanov RShR-57 da 57 mm alloggiato nella parte anteriore del ventre della fusoliera (che veniva ricaricato dal navigatore).
- ANT-65: rappresentò una nuova evoluzione della variante da bombardamento a lungo raggio. Identificata anche con la sigla Tu-2DB, montava motori Mikulin AM-44TK da 2 200 cv, dotati di turbocompressore.
- ANT-67: versione da bombardamento a lungo raggio, derivata dalla Tu-2D, equipaggiata con motori diesel Charomskii ACh-39bf da 1 900 cv.
- ANT-68: versione da bombardamento nota anche come Tu-10 e, talvolta, con quella errata di Tu-4 (designazione già assegnata in precedenza ad un altro velivolo). Si trattò in sostanza di una seconda generazione che prevedeva la revisione complessiva della cellula, che risultava irrobustita, mantenendo le dimensioni originali. I motori del prototipo erano i Mikulin AM-39FN-2 (da 1 850 cv) mentre negli esemplari di serie (una cinquantina) vennero installati i Mikulin AM-42 (da 2 000 cv).
- ANT-96: identificato anche con la sigla Tu-8; costituì l'estremo sviluppo della versione da bombardamento a lungo raggio. Dotata di motori Shvetsov ASh-82FN (da 1 850 cv) era armata con 5 cannoni Beresin B-20 e poteva portare fino a 4 500 kg di bombe. Non ebbe tuttavia seguito produttivo.

Dati sulle versioni tratti da Enciclopedia l'Aviazione.

## Utilizzatori
Bulgaria
- Bălgarski Voennovăzdušni sili

 Cina
- Zhongguo Renmin Jiefangjun Kongjun

 Corea del Nord
- Chosŏn Inmin Kun Konggun

 Indonesia

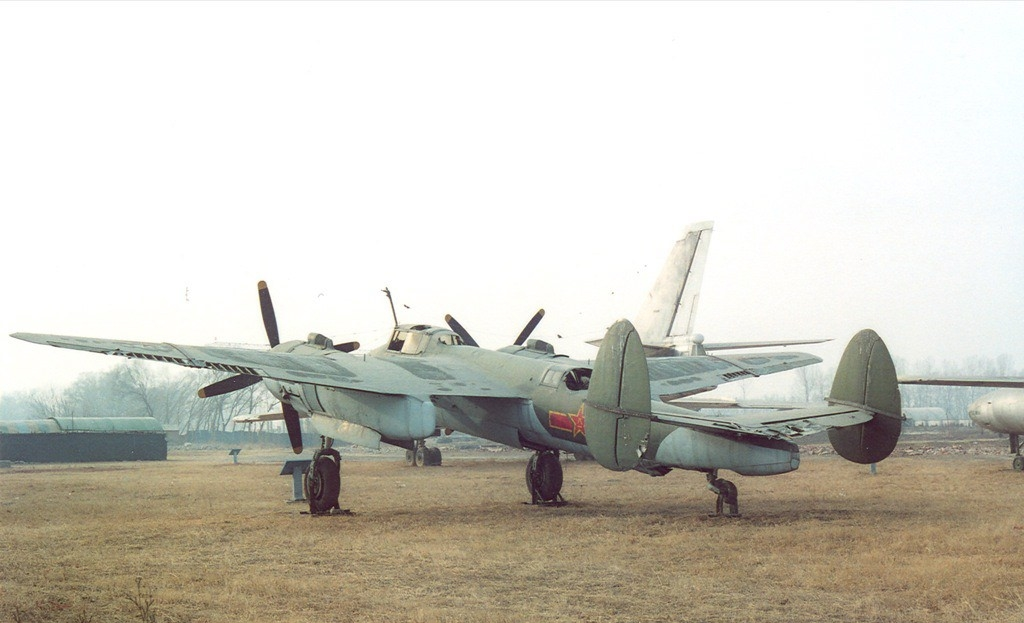
Tupolev Tu-2, Zhongguo Renmin Jiefangjun Kongjun

- Tentara Nasional Indonesia Angkatan Udara

 Polonia
- Wojska Lotnicze

 Romania
- Forțele Aeriene ale Republicii Socialiste Română

 Ungheria
- Magyar Néphadsereg légiereje

 Unione Sovietica
- Voenno-vozdušnye sily